# الحفاظ على البيئة في بابوا غينيا الجديدة

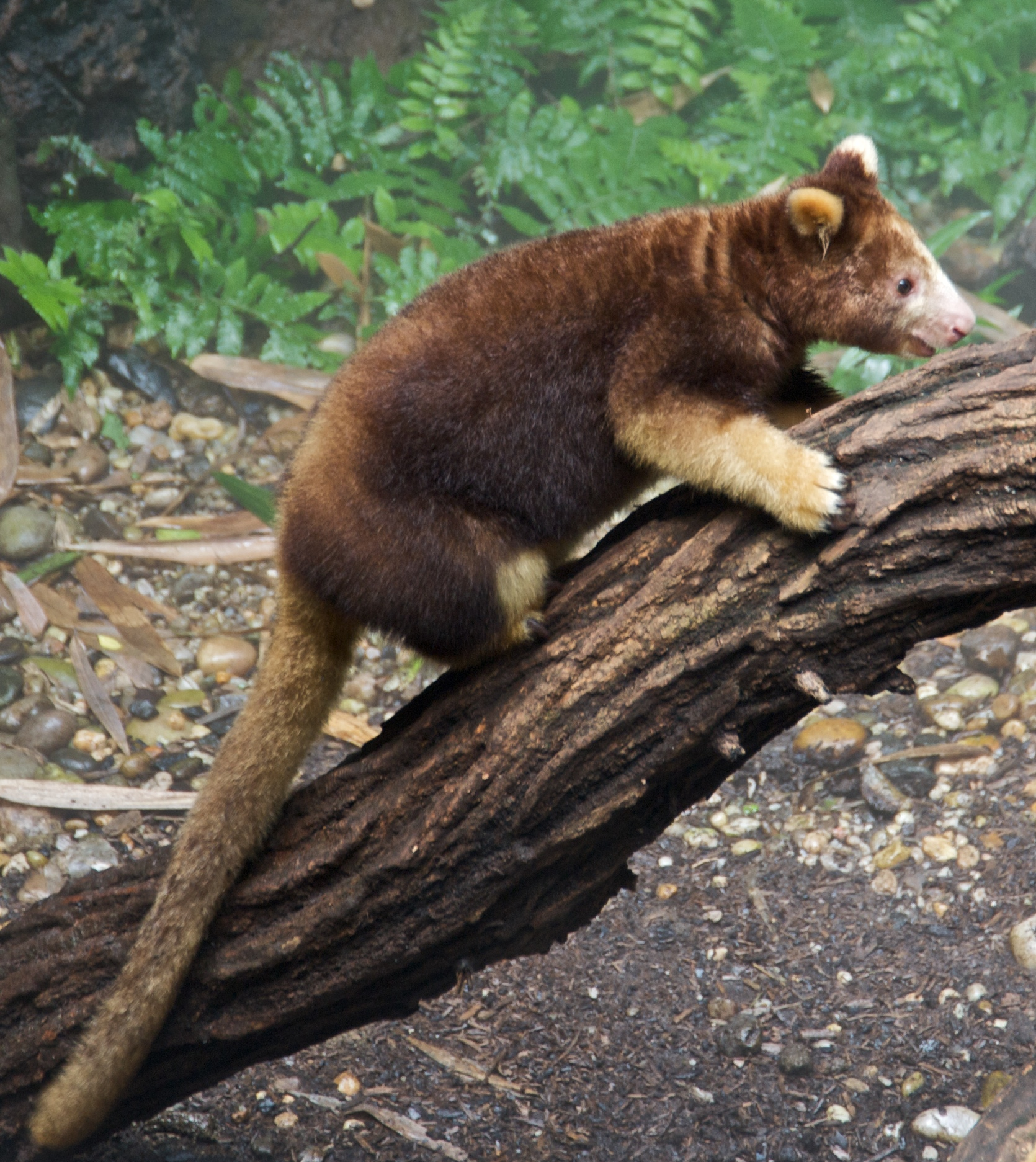
كنغر ماتشي الشجري

تمثل منطقة بابوا غينيا الجديدة إلى جانب منطقة بابوا الغربية من إندونيسيا (جزيرة غينيا الجديدة) منطقة برية استوائية رئيسية، ما زالت تحتوي على 5% من الأنظمة البيئية الأرضية الاستوائية العالية التنوع الحيوي التي ما زالت على حالها بلا مساس. تحتوي بابوا غينيا الجديدة وحدها على أكثر من 5% من التنوع الحيوي العالمي كله في أقل من 1% من إجمالي المساحة الأرضية التي في العالم. نباتات غينيا الجديدة نباتات فريدة، لأنها منحدرة عن أصلين مختلفين: نباتات الغندوانا من الجنوب، والنباتات ذات الأصول الآسيوية من الغرب، ومن أجل هذا تتشارك غينيا الجديدة في العائلة والأجناس مع منطقتي أستراليا وشرق آسيا، لكنها مع ذلك غنية بالأنواع المستوطنة المحلية. هذا التوطن ناتج عن الانعزال الجبلي، وعدم تجانس البيئات التُّربيّة والطبوغرافية، وارتفاع معدل تقلُّب ديناميكا الغابات، وتساقط الأمطار الموسمية بغزارة في جميع فصول العام. تتمتع بابوا غينيا الجديدة بنحو 15-21 ألف نبات من النباتات العليا، وثلاثة آلاف نوع من النباتات السحلبية، و800 نوع من المرجان، و600 نوع من الأسماك، و250 نوعًا من الثدييات، و760 نوعًا من الطيور، وثمانية أنواع من الكنغر الشجري؛ ومن إجمالي تلك الحيوانات 84 نوعًا متوطنًا. تتراوح الأنظمة البيئية في تلك المنطقة من غابات الأراضي المنخفضة إلى الغابات الجبلية والنباتات الألبية، وصولًا إلى المناطق الساحلية التي تحتوي على بعض من أوسع مساحات الأيك الساحلي الأصلي في العالم كله. معظم هذا التنوع الحيوي ظل على حاله بلا مساس لمدة آلاف السنين، من أجل وعورة التضاريس التي جعلت الوصول إلى تلك المناطق الداخلية عسيرًا؛ وإلى جانب هذا ساهمت قلة الكثافة السكانية والقيود المفروضة على تأثير الأدوات التقليدية في الحيلولة دون الإفراط في استغلال ذلك التنوع الحيوي.

## قيمة التنوع الحيوي
على الرغم من أن ذلك التنوع الحيوي كله موجود على مساحة لا تتعدى 1% من إجمالي مساحة أراضي الكوكب، فإن له قيمة محلية وعالمية. معظم خدمات الأنظمة البيئية التي تتيحها الغابات والمحيطات (تدوير المياه وتدوير الكربون على سبيل المثال) لا تفريق فيها بين الحدود السياسية. في بابوا غينيا الجديدة، يعتمد نحو 79% من إجمالي السكان على الموارد البيولوجية في الحفاظ على أسباب معايشهم الجسدية والروحانية والاجتماعية. الموارد البيولوجية هي مصدر الغذاء ومواد البناء والأدوية المعالجة للأمراض الخفيفة وأخشاب الزوارق. إن المجتمع التقليدي يحترم الطبيعية ويكرمها، لأنها كانت تُعد هبة من بعض الأسلاف. في الوقت الراهن يُعد حصاد الموارد الطبيعية من أجل تصديرها من مصادر الدخل التي تعزز اقتصاد بابوا غينيا الجديدة الحديث.

## الإطار القانوني

### الدستور
اعترفت حكومة بابوا غينيا الجديدة بما بين البشر والطبيعة من علاقة، وعند الاستقلال وُضع في الدستور بند ينص على «وجوب اتخاذ جميع الخطوات اللازمة لتوفير حماية كافية لجميع طيورنا وحيواناتنا وأسماكنا وحشراتنا ونباتاتنا وأشجارنا القيمة».